# Ampulex alisana
Ampulex alisana är en  stekelart som beskrevs av Kazuhiko Tsuneki 1967. Ampulex alisana ingår i släktet Ampulex och familjen Ampulicidae. Inga underarter finns listade i Catalogue of Life.